# FIFA Ballon d'Or de 2014
FIFA Ballon d'Or 2014 foi a 24ª edição da premiação máxima do futebol mundial outorgada pela Federação Internacional de Futebol (FIFA) e a 5ª com tal denominação. A cerimônia de premiação foi realizada em 12 de janeiro de 2015 no Kongresshaus em Zurique, na Suíça.
No dia 1 de dezembro, foram anunciados os três finalistas do Ballon d'Or, da melhor jogadora do ano, dos treinadores do futebol masculino e feminino, do Prémio Puskás e do "FIFA Fair Play".

## Indicados

### Futebolista

#### Masculino
Os três finalistas para a categoria são:
| Pos. | Nome              | Nacionalidade | Clube             | Votos  |
| ---- | ----------------- | ------------- | ----------------- | ------ |
| 1º   | Cristiano Ronaldo | Portugal      | Real Madrid       | 37,66% |
| 2º   | Lionel Messi      | Argentina     | Barcelona         | 15,86% |
| 3º   | Manuel Neuer      | Alemanha      | Bayern de Munique | 15,72% |

Os 23 indicados para a categoria foram:
| Nome                   | Nacionalidade   | Clube               |
| ---------------------- | --------------- | ------------------- |
| Andrés Iniesta         | Espanha         | Barcelona           |
| Ángel Di María         | Argentina       | Manchester United   |
| Arjen Robben           | Países Baixos   | Bayern de Munique   |
| Bastian Schweinsteiger | Alemanha        | Bayern de Munique   |
| Cristiano Ronaldo      | Portugal        | Real Madrid         |
| Diego Costa            | Espanha         | Chelsea             |
| Eden Hazard            | Bélgica         | Chelsea             |
| Gareth Bale            | País de Gales   | Real Madrid         |
| James Rodríguez        | Colômbia        | Real Madrid         |
| Javier Mascherano      | Argentina       | Barcelona           |
| Karim Benzema          | França          | Real Madrid         |
| Lionel Messi           | Argentina       | Barcelona           |
| Manuel Neuer           | Alemanha        | Bayern de Munique   |
| Mario Götze            | Alemanha        | Bayern de Munique   |
| Neymar                 | Brasil          | Barcelona           |
| Paul Pogba             | França          | Juventus            |
| Philipp Lahm           | Alemanha        | Bayern de Munique   |
| Sergio Ramos           | Espanha         | Real Madrid         |
| Thibaut Courtois       | Bélgica         | Chelsea             |
| Thomas Müller          | Alemanha        | Bayern de Munique   |
| Toni Kroos             | Alemanha        | Real Madrid         |
| Yaya Touré             | Costa do Marfim | Manchester City     |
| Zlatan Ibrahimović     | Suécia          | Paris Saint-Germain |

#### Feminino
As três finalistas para a categoria são:
| Pos. | Nome           | Nacionalidade  | Clube                  | Votos  |
| ---- | -------------- | -------------- | ---------------------- | ------ |
| 1º   | Nadine Kessler | Alemanha       | Wolfsburg              | 17,52% |
| 2º   | Marta          | Brasil         | FC Rosengård           | 14,16% |
| 3º   | Abby Wambach   | Estados Unidos | Western New York Flash | 13,33% |

As dez indicadas para a categoria foram:
| Nome             | Nacionalidade  | Clube/Seleção          |
| ---------------- | -------------- | ---------------------- |
| Abby Wambach     | Estados Unidos | Western New York Flash |
| Aya Miyama       | Japão          | Okayama Yunogo Belle   |
| Lotta Schelin    | Suécia         | Lyon                   |
| Louisa Necib     | França         | Lyon                   |
| Marta            | Brasil         | FC Rosengård           |
| Nadine Angerer   | Alemanha       | Portland Thorns FC     |
| Nadine Kessler   | Alemanha       | Wolfsburg              |
| Nilla Fischer    | Suécia         | Wolfsburg              |
| Verónica Boquete | Espanha        | 1. FFC Frankfurt       |
| Nahomi Kawasumi  | Japão          | Seattle Reign FC       |

### Treinador

#### Masculino
Os três finalistas para a categoria são:
| Pos. | Nome            | Nacionalidade | Clube              | Votos  |
| ---- | --------------- | ------------- | ------------------ | ------ |
| 1º   | Joachim Löw     | Alemanha      | Alemanha           | 36,23% |
| 2º   | Carlo Ancelotti | Italia        | Real Madrid        | 22,06% |
| 3º   | Diego Simeone   | Argentina     | Atlético de Madrid | 19,02% |

Os dez indicados e indicadas para a categoria foram:

#### Feminino
Os três finalistas para a categoria são:
| Pos. | Nome            | Nacionalidade | Clube                | Votos  |
| ---- | --------------- | ------------- | -------------------- | ------ |
| 1º   | Ralf Kellermann | Alemanha      | Wolfsburg            | 17.06% |
| 2º   | Maren Meinert   | Alemanha      | Seleção Alemã sub-20 | 13.16% |
| 3º   | Norio Sasaki    | Japão         | Seleção Japonesa     | 13.06% |

Os dez indicados e indicadas para a categoria foram:
| Nome                     | Nacionalidade  | Clube/Seleção                      |
| ------------------------ | -------------- | ---------------------------------- |
| Asako Takemoto Takakura  | Japão          | Seleção Japonesa sub-17            |
| Jorge Vilda              | Espanha        | Seleções Espanhola sub-17 e sub-19 |
| Laura Harvey             | Estados Unidos | Seattle Reign FC                   |
| Maren Meinert            | Alemanha       | Seleção Alemã sub-20               |
| Norio Sasaki             | Japão          | Seleção Japonesa                   |
| Peter Dedevbo            | Nigéria        | Seleção Nigeriana sub-20           |
| Philippe Bergeroo        | França         | Seleção Francesa                   |
| Pia Sundhage             | Suécia         | Seleção Sueca                      |
| Ralf Kellermann          | Alemanha       | Wolfsburg                          |
| Martina Voss-Tecklenburg | Alemanha       | Seleção Suíça                      |

### Prêmio Puskás
Os três finalistas para o Prêmio Puskás são:
| Pos. | Jogador          | Nacionalidade | Clube/Seleção   | Partida                            | Competição              | Resultado | Data                  | Vídeo |
| ---- | ---------------- | ------------- | --------------- | ---------------------------------- | ----------------------- | --------- | --------------------- | ----- |
| 1º   | James Rodríguez  | Colômbia      | Colômbia        | Colômbia vs. Uruguai               | Copa do Mundo           | 2 – 0     | 28 de junho de 2014   | ver   |
| 2º   | Robin van Persie | Países Baixos | Países Baixos   | Espanha vs. Países Baixos          | Copa do Mundo           | 1 – 5     | 13 de junho de 2014   | ver   |
| 3º   | Stephanie Roche  | Irlanda       | Peamount United | Peamount United vs. Wexford Youths | Liga Feminina Irlandesa |           | 20 de outubro de 2013 | ver   |

Os indicados e a indicada foram:
| Jogador            | Nacionalidade | Clube/Seleção       | Partida                                   | Competição                | Resultado | Data                 | Vídeo |
| ------------------ | ------------- | ------------------- | ----------------------------------------- | ------------------------- | --------- | -------------------- | ----- |
| Camilo Sanvezzo    | Brasil        | Vancouver Whitecaps | Vancouver Whitecaps vs. Portland Timbers  | MLS (Major League Soccer) | 2 - 2     | 6 de outubro 2013    | ver   |
| Diego Costa        | Espanha       | Atlético de Madrid  | Atlético de Madrid vs. Getafe             | Campeonato Espanhol       | 7 - 0     | 23 de novembro 2013  | ver   |
| Hisato Sato        | Japão         | Sanfrecce Hiroshima | Sanfrecce Hiroshima vs. Kawasaki Frontale | Campeonato Japonês        | 2 – 1     | 8 de março 2014      | ver   |
| James Rodríguez    | Colômbia      | Colômbia            | Colômbia vs. Uruguai                      | Copa do Mundo             | 2 – 0     | 28 de junho 2014     | ver   |
| Marco Fabián       | México        | Cruz Azul           | Cruz Azul vs. Puebla                      | Campeonato Mexicano       | 1 – 0     | 15 de fevereiro 2014 | ver   |
| Pajtim Kasami      | Suíça         | Fulham              | Crystal Palace vs. Fulham                 | Campeonato Inglês         | 1 - 1     | 21 de outubro 2013   | ver   |
| Robin van Persie   | Países Baixos | Países Baixos       | Espanha vs. Países Baixos                 | Copa do Mundo             | 1 – 5     | 13 de junho 2014     | ver   |
| Stephanie Roche    | Irlanda       | Peamount United     | Peamount United vs. Wexford Youths        | Liga Feminina Irlandesa   |           | 20 de outubro 2013   | ver   |
| Tim Cahill         | Austrália     | Austrália           | Austrália vs. Países Baixos               | Copa do Mundo             | 2 - 3     | 18 de junho 2014     | ver   |
| Zlatan Ibrahimović | Suécia        | PSG                 | Paris Saint-Germain vs. CA Bastia         | Campeonato Francês        | 4 - 0     | 19 de outubro 2013   | ver   |